# Fritz Frisch
Fritz Frisch war ein deutscher Turner, der zeitweise für die Deutschlandriege turnte. Sein Heimverein war der TV Eichen 1888 in Westfalen.

## Leben
Frisch gehörte zu besten Turnern des Reichsheeres und der Deutschen Turnerschaft. 
1935 turnte er als Heeres-Angehöriger – damals Füsilier im 2./ Infanterie-Regiment Münster, Hamm – beim Kunstturnen Reichsheer-Deutsche Turnerschaft im Berliner Sportpalast.
Bei den deutschen Turnmeisterschaften 1938 in Karlsruhe wurde er Achter. 
Ende März / Anfang April 1938 turnte er als Mitglied der Deutschlandriege auf einer Werbereise in Österreich. Auf dieser Reise waren 36 deutsche Spitzenturner in zwei Deutschlandriegen versammelt worden.